# Barzana
Barzana là một đô thị ở tỉnh Bergamo trong vùng Lombardia của nước Ý, có vị trí cách khoảng 45 km về phía đông bắc của Milano và khoảng 9 km về phía tây bắc của Bergamo. Tại thời điểm ngày 31 tháng 12 năm 2004, đô thị này có dân số 1.645 người và diện tích là 2,1 km².
Barzana giáp các đô thị: Almenno San Bartolomeo, Brembate di Sopra, Mapello, Palazzago.